# Het goud van Moskou

De ligging van de Rusland in Europa en Azië.

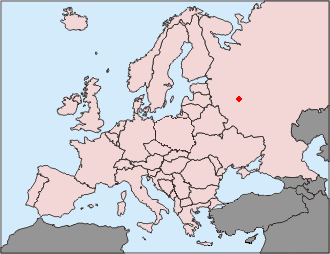
De ligging van de Russische hoofdstad Moskou.

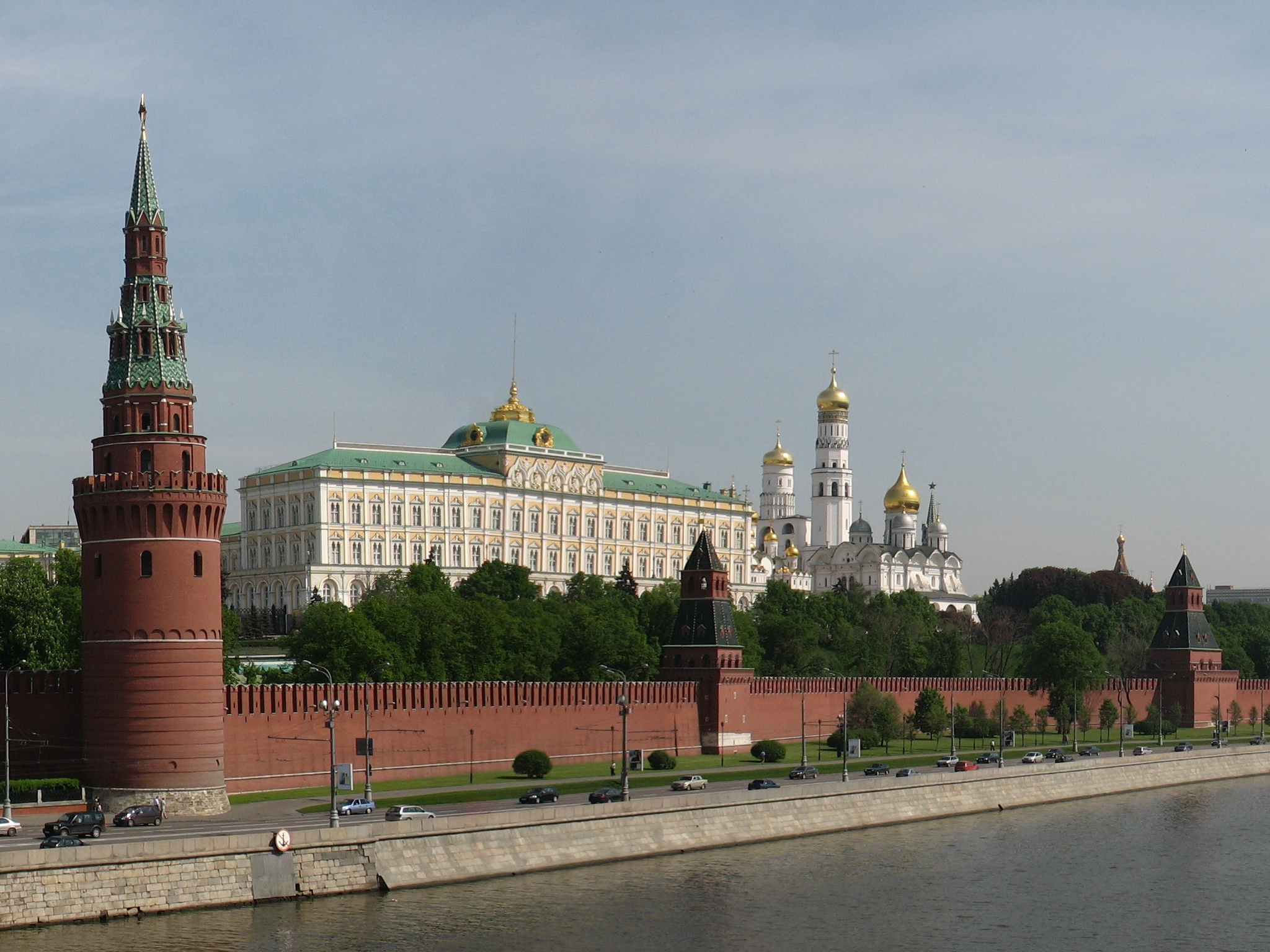
Het Kremlin in Moskou.

Het goud van Moskou is een spionageroman van auteur Gérard de Villiers en is het 114e deel uit de S.A.S.-reeks met als protagonist de Oostenrijkse prins en freelance CIA-agent Malko Linge.

## Het verhaal
Zo lang als de Sovjet-Unie een communistische staat is hebben de partijbonzen de staatskas geplunderd. In negentig jaar zijn miljarden dollars naar geheime genummerde bankrekeningen in belastingparadijzen weggesluisd.
De Russische president Boris Jeltsin heeft een uitzonderlijk verzoek bij de Amerikaanse president George H.W. Bush ingediend dat de hulp behelst om het illegaal naar het buitenland weggesluisde geld terug in Rusland te krijgen.
De CIA heeft de opdracht van de president gekregen hieraan hun medewerking te verlenen. Malko vertrekt hiervoor naar Moskou.
De CIA vermoedt dat politicus en voormalig KGB-agent Vladimir Zjirinovski dit zwarte geld gebruikt om in het parlement gekozen te worden. Zjirinovski heeft echter geen rechtstreekse toegang tot deze buitenlandse bankrekeningen.
De financiële spil in dit carrousel is Arcady Jakolev en het is aan Malko hem op te sporen en onschadelijk te maken.

## Personages
- Malko Linge, een Oostenrijkse prins en CIA-agent;
- Elko Krisantem, de bediende en huismeester van Malko en voormalig Turks huurmoordenaar;
- Arcady Jakolev, een voormalig Russisch KGB-officier.